# Tom Kemp
Tom Kemp (Londres, 1921–1993) fue un prominente historiador marxista británico. Fue influyente en partidos socialistas y trotskistas en el Reino Unido, y publicó una buena cantidad de importantes libros sobre la teoría marxista y el desarrollo económico, en particular Teorías del Imperialismo, que hizo un gran aporte a la asimilación de la globalización en la teoría marxista.
Kemp nació en Wandsworth, Londres, en una familia de clase obrera. Ganó una beca para la escuela independiente Emanuel School y durante esta época se involucró con la Young Communist League (ala juvenil del CPGB) y el Partido Comunista de Gran Bretaña. Fue expulsado de la escuela de cadetes por distribuir literatura comunista sobre la Guerra Civil Española.
En 1939 entró en la London School of Economics de la University of London, dejando los estudios después de un año para servir en la Marina Real durante la Segunda Guerra Mundial. En 1945, cuando la guerra acabó, se casó en Marsella con una mujer francesa. Kemp desarrolló una francofilia y escribió numerosos textos sobre la historia económica y la historia del Estalinismo en Francia. 
Kemp volvió a la Universidad de Londres en 1946 y en 1950 se unió a la facultad de la Universidad de Hull donde era profesor durante 30 años. En los años 70 esta última universidad fue uno de los líderes en estudios de historia económica. 

## Obras selectas

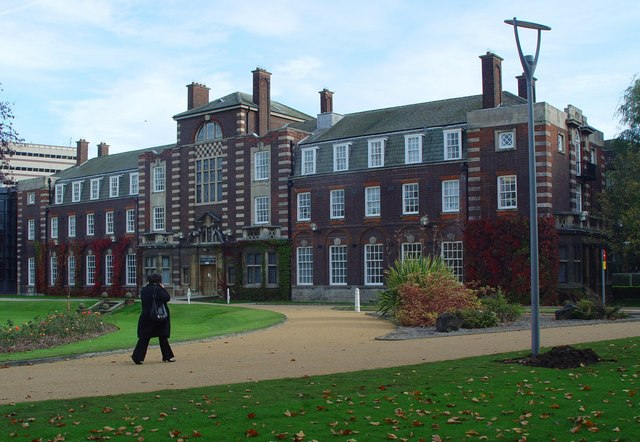
Tom Kemp fue académico y supervisor doctoral en la Universidad de Hull durante más de 30 años.

- Theories of Imperialism (Dobson, 1967)
- Industrialization in Nineteenth Century Europe (Longman 1969)
- Economic Forces in French History: Essay on the Development of the French Economy, 1760-1914 (Dobson, 1971)
- French Economy, 1913-39  (Longman, 1972)
- Historical Patterns of Industrialization (Longman, 1978)
- Karl Marx's "Capital" Today (New Park Publications 1982)
- Industrialization in the Non-Western World (Longman, 1983)
- Stalinism in France: The First Twenty Years of the French Communist Party (New Park Publications 1984)
- The Climax of Capitalism: The US Economy in the Twentieth Century (Longman 1990)

- Datos: Q7816429